# Aeropuerto Internacional de Grande Natal
El Aeropuerto Internacional de Grande Natal o el Aeropuerto Internacional de São Gonçalo do Amarante, es un complejo construido en la ciudad de Natal, en el estado de Río Grande del Norte, Brasil. Fue inaugurado el 31 de agosto de 2014, reemplazando automáticamente toda la operación de aviación comercial del antiguo Aeropuerto Internacional Augusto Severo. Es administrado por el Consórcio Inframérica, el mismo que opera en el Aeropuerto Internacional Presidente Juscelino Kubitschek.

## Complejo Aeroportuario
El Aeropuerto Internacional de Natal dispone de amplias áreas de embarque, 45 puntos de check-in, 12 dispositivos de check-in automático, bandas de equipaje automatizadas y Wi-Fi gratis para todos los pasajeros.
Área total del espacio aeroportuario: 15.000.000,00m²
Área total del TPS-1: 40.000m2
Pista principal: 3000m x 60m Taxiway paralela: 3000 x 60m
Pátio de aeronaves: 26 posiciones (siendo 8 en puentes de embarque con acceso directo desde el terminal)
Estacionamiento: 1.500 espacios
- Cuenta con la pista de mayor capacidad del Nordeste Brasileño (30 movimientos por hora)[4]
- Capacidad de recibir aeronaves de gran porte como el Airbus A380
- Capacidad para operación de HUB o centro de conexiones
- Sala VIP (En adecuación)
- Edificio está totalmente climatizado

## Aerolíneas y destinos
| Aerolíneas                    | Ciudades | Alianza       |
| ----------------------------- | --- | ------------- |
| Azul Líneas Aéreas 6 destinos | Nacionales: (6) Belo Horizonte / Campinas / Cuiabá / Fernando de Noronha / Mossoró / Recife                                                                                                | N/A           |
| GOL Líneas Aéreas 11 destinos | Nacionales: (10) Belo Horizonte / Brasilia / Campinas / Curitiba / Goiânia / Porto Alegre / Río de Janeiro / Salvador de Bahía / São Paulo-GRU / São Paulo Internacional: (1) Buenos Aires | N/A           |
| JetSMART Argentina 1 destino  | Internacional: (1) Buenos Aires (Inicia 30 de diciembre del 2025) | N/A           |
| LATAM Brasil 4 destinos       | Nacionales: (4) Brasilia / Fortaleza / São Paulo-GRU / São Paulo | N/A           |
| TAP Air Portugal 1 destino    | Internacional: (1) Lisboa | Star Alliance |

### Destinos Internacionales
| Ciudad por país                           | Nombre del aeropuerto                       | Aerolínea                                                                | Aeronaves   |            |
| Suramérica                                | Suramérica                                  | Suramérica                                                               | Suramérica  | Suramérica |
| ----------------------------------------- | ------------------------------------------- | ------------------------------------------------------------------------ | ----------- | ---------- |
| Argentina                                 |                                             |                                                                          |             |            |
| Buenos Aires                              | Aeropuerto Internacional Ministro Pistarini | GOL Líneas Aéreas / JetSMART Argentina (Inicia 30 de diciembre del 2025) | B38M / A320 |            |
| Europa                                    |                                             |                                                                          |             |            |
| Portugal                                  |                                             |                                                                          |             |            |
| Lisboa                                    | Aeropuerto de Lisboa                        | TAP Air Portugal                                                         | A339        |            |
| Total: 2 destinos, 2 países, 3 aerolíneas |                                             |                                                                          |             |            |